# Richardsonius balteatus
Richardsonius balteatus és una espècie de peix cipriniforme de la família dels ciprínids.

## Morfologia
- Els mascles poden assolir 18 cm de longitud total.[2][3]

## Alimentació
Els alevins mengen diatomees, copèpodes, ostracodes i d'altres crustacis demersals i planctònics, mentre que els adults es nodreixen d'insectes terrestres i aquàtics, algues, mol·luscs, ous de peixos (incloent-hi els de la seva mateixa espècie) i peixos.

## Depredadors
És depredat per Micropterus salmoides, Ptychocheilus oregonensis, Sander vitreus, Oncorhynchus clarki i Oncorhynchus mykiss.

## Hàbitat
És un peix d'aigua dolça i de clima temperat.

## Distribució geogràfica
Es troba a Nord-amèrica.